# Festival du film de Hollywood 2015
La 19e cérémonie du Festival du film de Hollywood, a lieu le 1er novembre 2015 au Beverly Hilton à Hollywood. Elle est présentée par James Corden.

## Palmarès
- Hollywood Movie Award :
- Hollywood Director Award : Tom Hooper pour Danish Girl
- Hollywood Actor Award : Will Smith pour Seul contre tous
- Hollywood Actress Award : Carey Mulligan pour Les Suffragettes
- Hollywood Supporting Actor Award : Benicio Del Toro pour Sicario
- Hollywood Supporting Actress Award : Jane Fonda pour Youth
- Hollywood Visual Effects Award : Tim Alexander pour Jurassic World
- Hollywood Cinematography Award : Janusz Kaminski pour Le Pont des espions
- Hollywood Animation Award : Vice-versa
- Hollywood Screenwriter Award : Tom McCarthy et Josh Singer pour Spotlight
- Hollywood Spotlight Awards :
- Hollywood Producer Award : Ridley Scott pour Seul sur Mars
- Hollywood Song Award : Wiz Khalifa et Charlie Puth pour See You Again pour Fast and Furious 7
- Hollywood Comedy Film Award : Amy Schumer pour Crazy Amy
- Hollywood Blockbuster Award : Fast and Furious 7
- Hollywood Documentary Award : Asif Kapadia pour Amy
- Hollywood Film Composer Award : Alexandre Desplat pour Les Suffragettes et Danish Girl
- Hollywood Costume Design Award : Sandy Powell pour Cendrillon
- Hollywood Make-Up and Hairstyling Award : Lesley Vanderwalt pour Mad Max: Fury Road
- Hollywood Production Design Award : Cory Gibson pour Mad Max: Fury Road
- Hollywood Ensemble Cast Award : Les Huit Salopards
- Hollywood Sound Award : Gary Rydstrom pour Le Pont des espions
- Hollywood Editing Award :
- Hollywood Breakout Performance Award :
- Hollywood Breakout Director Award : Adam McKay pour The Big Short : Le Casse du siècle
- Hollywood New Hollywood Award : Saoirse Ronan pour Brooklyn
- Hollywood Career Achievement : Robert De Niro
- Hollywood Legend Award :
- Hollywood International Award :